# Святилище Венери Клоацини
Святилище Венери Клоацини (лат. Sacellum Cloacinae або лат. Sacrum Cloacina) було невеликою культовою спорудою на Римському Форумі, присвяченою богині очищення Клоацині, яку пізніше з невідомих причин ототожнили з Венерою. Заснована царем Тітом Тацієм як символ миру, вона була пов'язана з головною римською каналізацією (Cloaca Maxima) та ритуальним очищенням.

## Історія святилища
За легендою, заснування святилища було пов'язане із сабінським царем Тітом Тацієм, який після війни з римлянами наказав встановити статую богині Клоацини на місці зустрічі римлян і сабінян, щоб підтвердити кінець їхнього конфлікту після відомого викрадення сабінянок.. Обидві воюючі армії примирилися і здійснили обряд очищення: римляни та сабіни, склавши зброю, спільно освятилися миртовими гілками на місці, де трішки пізніше виникло святилище Клоацини. Є одне із припущень, чому етруську богиню Клоацину пізніше почали прирівнювати до Венери: як відомо, мирт є символом цієї римської богині, а сама Венера асоціювалась не тільки з коханням, але й з єдністю, миром та примиренням, через що й утворилось таке поєднання..
У часи Республіки святилище Венери Клоацини було також відоме вбивством Віргінії її ж батьком біля цієї споруди. Тіт Лівій це описав так:
Отримавши дозвіл, він відійшов з донькою і годувальницею до торгових яток, що розташовані біля храму Венери Очисниці (Венери Клоацини) і звуться тепер Новими, і, вихопивши там у м'ясника ніж, вигукнув: «Тільки так, дочко моя, я можу зробити тебе вільною». Тут він пронизує груди дівчини і, обернувшись до судилища, вимовляє: «Нехай впаде прокляття за цю кров на твою голову, Аппій!»

## Опис

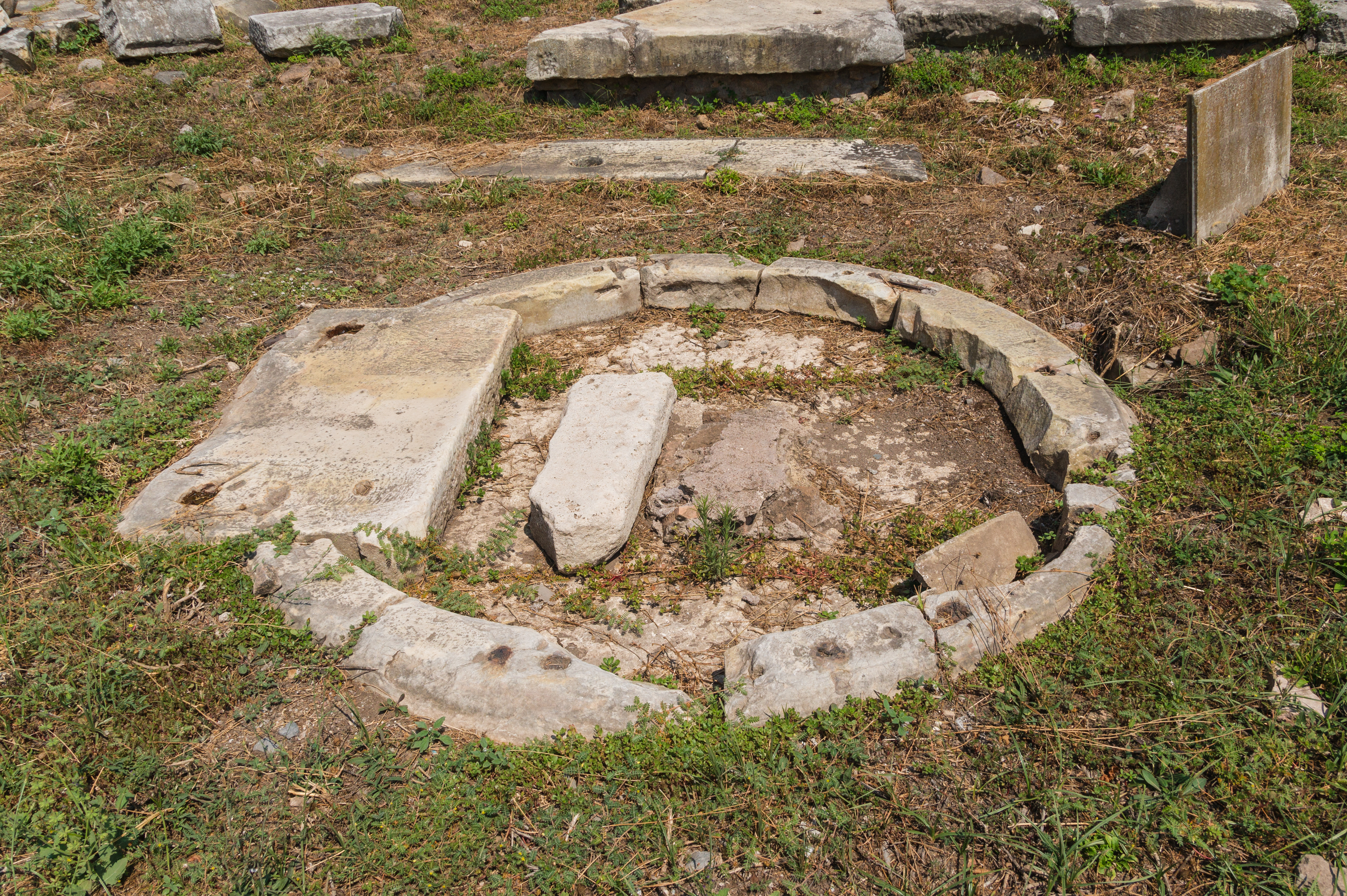
Залишки круглої підстави святилища Венери Клоацини на Римському Форумі (сучасна фотографія). На мармуровій основі (видно внизу) стояли культові статуї. Святилище стояло там, де Велика Клоака впадає на форум під Базилікою Емілія.

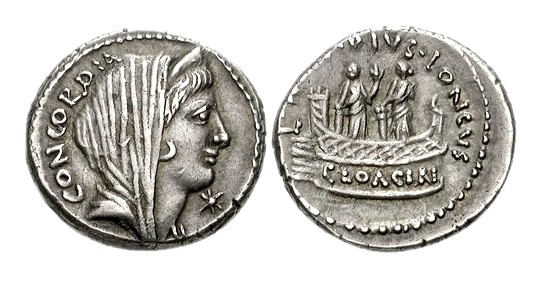
Денарій Л. Мусідія Лонга (42 р. до н. е.)

Святилище Венери Клоацини було невеликою відкритою каплицею круглої форми. За археологічними розкопками 1899—1901 років його цоколь було виявлено перед Базилікою Емілія над виходом Cloaca Maxima на Форум. Основна конструкція складалася з круглої мармурової основи діаметром близько 2,40 м, що спиралася на товстий травертиновий блок і кам'яні плити

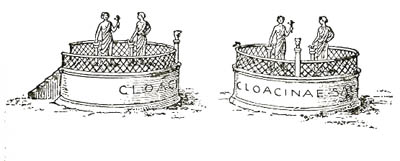
Реконструкція святилища Венери Клоацинської, показана у двох ракурсах на малюнку 1906 року

Весь ансамбль святилища був оточений невисоким металевим парканом, що утворює замкнуте коло. У центрі на основі стояли дві статуї жіночих богинь (одну традиційно вважали Венерою, іншу ж — Клоациною). Відомо це завдяки срібним денаріям початку I ст. до н. е. де на зворотній частині зображено круглий постамент із двома богинями і написом «CLOACIN».

## Релігійне призначення та вплив
Святилище служило культовим центром шанування богині Клоацини — покровительки очищення, що згодом прирівнювалась до Венери. Саме поєднання слів «Венера Клоацина» детальніше трактує її роль: латинський корінь cluere («очищувати») лежить в основі імені Клоацини. Цим пояснюється стародавній звичай приносити тут жертви після усунення нечистот або суспільних негараздів.
Можна припустити, що обряд очищення, звершений у святилищі, забезпечував «очищення» непорозумінь та зміцнював узамічну вірність. Але також Венера Клоацинія зображувалася як богиня кохання і плідності. На монетах одна зі статуй тримає квітку (можливо, мирту), що символізує оновлення і красу.